# الهام فرهمند
الهام فرهمند (فارسی: الهام فرهمند؛ زادهٔ ۱۲ سپتامبر ۱۹۹۳) بازیکن فوتبال اهل ایران است. از جمله باشگاه‌هایی که وی در آن بازی کرده می‌توان به باشگاه فوتبال زنان وچان کردستان اشاره کرد.
وی همچنین در تیم ملی فوتبال زنان ایران بازی کرده‌است.

## زندگی
«باشگاه سپاهان یک باشگاه بزرگ است و پوشیدن پیراهن این تیم برای همه افتخار بزرگی است، من هم افتخار پوشیدن تیم سپاهان را برای دو سال داشتم
.»

—الهام فرهمند

«کردستان برخلاف اصفهان، شرکت و باشگاه یا کارخانه‌های بزرگی ندارد که بتوانند اسپانسر تیم‌های ورزشی شوند، اما مردمی دارد که در کنار هم هستند و همدیگر را حمایت می‌کنند.»

—الهام فرهمند

«لیگ فوتبال بانوان هیچ پوشش رسانه ای ندارد و این مسیله باعث می‌شود که تیم‌ها از نظر اسپانسرینگ به مشکل بخورند.»

—الهام فرهمند
فرهمند زاده ۲۱ شهریور ۱۳۷۲ در فلاورجان، اصفهان است.
وی دانش‌آموخته رشته تربیت بدنی است و در اسفند ماه سال ۹۷ با فوتبالیست الیگودرزی حسین پاپی ازدواج کرد.

## حرفه
فرهمند با فوتسال ورزش را شروع کرد و لقب دیوید بکهام و مهندس لیگ برتر زنان ایران را دارد. فرهمند با آینده سازان میهن نجف آباد وارد لیگ برتر فوتبال بانوان شد و سپس به تیم سپاهان پیوست، قبل از شروع شدن لیگ با حواشی زیاد از سپاهان جدا و به تیم وچان کردستان رفت. از سال ۸۳ کار خود را از فوتسال آغاز کرد. وی سال ۸۹ به تیم ملی فوتبال جوانان دعوت شد.

### ملی
در تیم ملی به عنوان هافبک با شماره ۵ بازی می‌کند.

### باشگاهی
شش سال سابقه عضویت در تیم فوتبال زنان آینده سازان دارد و در فصل ۹۶–۹۵ به همراه این تیم به قهرمانی لیگ برتر فوتبال بانوان رسید اما به دلیل مشکلات مالی این تیم منحل شد. انحلال این تیم بزرگ‌ترین جنجال ورزش بانوان در سال ۹۶ بود. وی در باشگاه فوتبال زنان سپاهان به عنوان کاپیتان حضور داشت. و در حال حاضر در تیم وچان کردستان بازی می‌کند.

### افتخارات
گل ضربه ایستگاهی الهام فرهمند کاپیتان سپاهان اصفهان در لیگ برتر فوتبال زنان به عنوان کاندیدهای برترین گل فصل فوتبال در ایران بود. همچنین با ۱۲ پاس گل، عنوان بهترین گلساز را از آن خود کند.